# Беблавы, Мирослав
Мирослав Беблавы (словац. Miroslav Beblavý; род. 6 января 1977 года в Братиславе, Чехословакия) — словацкий экономист, журналист и политик. Государственный секретарь (зам. министра) Министерства труда, социальных дел и семьи Словацкой Республики в 2002—2006 годах и депутат Национального совета Словацкой Республики с 2010 года.

## Биография и карьера
Учился в математической гимназии GAMČA в Братиславе.
Получил высшее образование и степень бакалавра финансов в Экономическом университете в Братиславе, одновременно с этим пройдя курс театральной режиссуры в Высшей школе исполнительского искусства. Продолжил образование в Сент-Эндрюсском университете в Шотландии, где получил степени магистра и доктора экономики (2005). Тема докторской диссертации: «Независимость центрального банка и денежно-кредитная политика в Восточной Европе».